# 太平区 (阜新市)
太平区是辽宁省阜新市下辖的一个市辖区，位于阜新市市区东南部。區人民政府駐紅樹廣場西南太平大街1號。

## 行政区划
太平区下辖3个街道办事处、1个镇：
红树街道、高德街道、孙家湾街道和水泉镇。

## 人口
根據第七次人口普查數據，截至2020年11月1日零時，太平區市常住人口為142171人。